# Camilla Deleuran
Camilla Deleuran (født 8. marts 1971) er en dansk digter, der blev uddannet fra Forfatterskolen 1991.
Hun har modtaget Peder Jensen Kjærgaard og Hustrus Legat i 1998. 

## Udgivelser
- Glashud, Lindhardt og Ringhof, 1994 (digte)
- Vintersøvnens rige , Lindhardt og Ringhof, 1998 (digte)
- Det skøre hjerte – Vanitaspoesi, Lindhardt og Ringhof, 2007 (digte)